# Nails
Nails è un singolo dei Funeral for a Friend, pubblicato il 5 marzo 2013, scelto come terza traccia estratta da Conduit, l'album pubblicato a fine gennaio dello stesso anno.
La traccia è stata resa disponibile per il preascolto su Kerrang! a partire dal 16 gennaio 2013. Matt l'ha citata come la canzone più divertente tra quelle registrate, anche grazie ai timpani multipli utilizzati nell'intro, che sono stati suonati collettivamente dall'intera band.
La canzone è stata anche inclusa nella playlist di Google Play Antenna nel marzo del 2013.

## Testo
Il testo è stato scritto dal cantante Matt Davies partendo da uno spunto del chitarrista Kris Coombs-Roberts. Esso fa riferimento diretto all'esperienza musicale della band, che dagli esordi aggressivi in stile post-hardcore è arrivata al successo spostandosi (spinta dalle indicazioni della major con cui era sotto contratto) verso l'emo in voga a metà anni 2000. Nella prima strofa Matt canta di non avere [più] intenzione di cambiare e presentarsi in un modo diverso da quello che è veramente: un tale comportamento alla lunga non può portare da nessuna parte (si vedano ad esempio i tanti cambi di lineup che la band ha subito nel corso degli anni) ed ormai nella musica dei Funeral for a Friend non sono rimaste più tracce di quegli album che la band aveva fatto "su indicazione" della Atlantic. Uno dei temi centrali di Conduit è infatti l'assumersi le proprie responsabilità (senza affibbiare ad altri a tutti i costi gli errori che invece sono stati commessi da sé stessi) ed il presentarsi per come si è davvero. Il ritornello presenta due metafore ("tagliare la corda che mi tiene legato" e "sciogliere i nodi che mi tengono i piedi legati a terra e la testa nella sabbia") che rimarcano ulteriormente il concetto della libertà che la band si è presa in quest'album di creare una musica che la rappresentasse veramente, senza quei vincoli che prima la tenevano legata ad un genere musicale prestabilito. Nella seconda strofa Matt precisa che rimanere sempre fedeli a stessi può essere complicato (specialmente quando si cerca di tornare ad essere "veri" come quando la band era ai suoi esordi dieci anni prima), ma questo non significa che si debba rinunciare a priori. Dopo un secondo ritornello, il testo si chiude esplicitando ancora di più, se possibile, il tema della canzone: Matt si chiede quand'è che hanno iniziato a chiudersi, per la band, le porte, e perché la band ha deciso di allontanarsi dal suo percorso originale per seguire una moda passeggera (l'emo) che non l'ha mai davvero soddisfatta e rappresentata.

## Video
Il video è stato ospitato in anteprima sul sito di Alternative Press a partire dal 5 marzo. Ritrae i cinque membri della band vestiti con una maglietta completamente bianca in una stanza ugualmente bianca mentre cantano le parole della canzone. Già da pochi secondi dopo però una folla urlante entra nell'edificio e comincia a lanciare addosso ai cinque musicisti delle spugne imbevute di vernice, assieme a secchiate di colore e persino lo spruzzo di una pistola ad acqua, andando di fatto a riempire la band di vernice di vari colori. Lo spunto per il video deriva dalla copertina di Conduit (ricca di spruzzi di vernice), dopo che la band aveva rifiutato di girare un video ambientato in uno scenario apocalittico come le era stato proposto.
Kris Coombs-Roberts ha rivelato che il batterista Pat Lundy ha passato le ore successive alla registrazione del video a vomitare la vernice che gli era rimasta in gola, e che la cosa più difficile da fare non è comunque stata cantare nonostante gli schizzi di vernice, ma sopportare il freddo intenso che c'era nel capannone usato per le riprese.

## Formazione

### Band
- Matthew Davies-Kreye - voce
- Kris Coombs-Roberts - chitarra e voce di fondo
- Gavin Burrough - chitarra e voce di fondo
- Pat Lundy - batteria
- Richard Boucher - basso

### Personale aggiuntivo
- Romesh Dodangoda - produzione, ingegneria e mixaggio
- Rob Thomas - Assistente
- Tom Manning - Assistente
- Jens Bogren - Masterizzazione presso Fascination Street Studios, Svezia